# Sitio de Pécs
46°04′17″N 18°13′59″E / 46.07125, 18.23311
El sitio de Pécs se libró del 14 al 22 de octubre de 1686, en la ciudad de Pécs, en el sudoeste de Hungría, entre los ejércitos del Imperio Otomano y del Sacro Imperio Romano Germánico.
Después de que el castillo de Buda fuera arrebatado al dominio otomano el 2 de septiembre de 1686, el ejército austriaco avanzó para capturar Pécs. La avanzadilla austriaca irrumpió en la ciudad y la saqueó. Los otomanos vieron que no podían mantener la ciudad, así que la quemaron y se retiraron al castillo. El ejército dirigido por Luis Guillermo de Baden-Baden ocupó la ciudad el 14 de octubre y destruyó el acueducto que conducía al castillo. Los otomanos no tuvieron más remedio que rendirse, lo que hicieron el 22 de octubre. El asedio devastó la región anteriormente próspera y la zona fue despoblada por los campesinos que habían huido de los soldados austriacos.